# Picauville
Picauville är en kommun i departementet Manche i regionen Normandie i norra Frankrike. Kommunen ligger i kantonen Sainte-Mère-Église som tillhör arrondissementet Cherbourg. År 2022 hade Picauville 3 222 invånare.

## Befolkningsutveckling
Antalet invånare i kommunen Picauville
| Referens: INSEE |